# Pogoanele
Pogoanele é uma cidade da Romênia com 7.614 habitantes, localizada no judeţ (distrito) de Buzău.